# Лурия, Цви

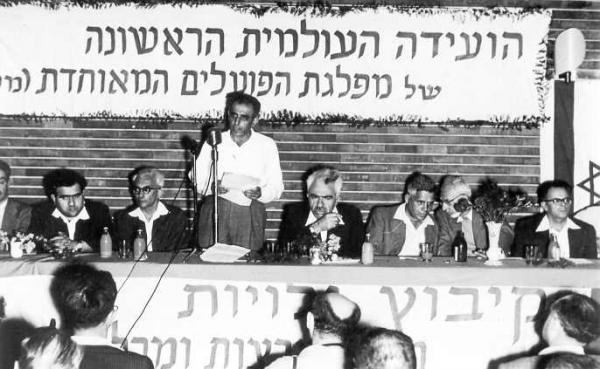
Цви Лурия (слева) на первой всемирной конференции МАПАМ

Цви Лурия (ивр. צבי לוריא‎, 1 июня 1906, Лодзь, Польша — 21 мая 1968, Израиль) — сионистский деятель, один из основателей движения «Национальный кибуц Ха-Шомер ха-Цаир», член кибуца Эйн-Шемер; член сионистского руководства и глава организационного отдела совета Еврейского агентства. Один из основателей МАПАМ, член партийного секретариата и политического комитета, член Четвертого Законодательного собрания Британской Палестины от Левого фронта, член Национального комитета, член Временного государственного совета и подписавший Декларацию независимости . Один из основателей «Коль Израэль» и его первый директор до 1948 года .

## Биография
Цви учился в гимназии «Явне» в Лодзи, а затем продолжил обучение в университетах Варшавы и Вены. В сентябре 1925 года он репатриировался в Палестину, присоединился к группе Ха-шомер ха-цаир в Эйн-Ганим, и вместе с ней основал кибуц Эйн-Шемер в 1927 году. С созданием Национального кибуца в апреле 1927 года он был избран в его комитет по культуре и образованию.
В 1931 году женился на Готе, у пары родились трое детей: Юваль, Ами и Рут.
Цви Лурия умер в 1968 году во время подготовки к 27-му Всемирному сионистскому конгрессу. Похоронен в Эйн-Шемер.